# Kamienica Zacherlowska w Krakowie
Kamienica Zacherlowska (Bonerowska) – zabytkowa kamienica znajdująca się w Krakowie, w dzielnicy I Stare Miasto przy Rynku Głównym 42, na rogu z ulicą św. Jana 1, na Starym Mieście. 
W 1808 roku dom wszedł w posiadanie Kajetana Wytyszkiewicza. W 1878 właścicielami kamienicy byli Pareńscy, którzy przebudowali kamienicę tworząc m.in. wejście od ul. św. Jana i dobudowując III piętro. 
W kamienicy tej pracownię miał fotograf Ignacy Krieger. Na II piętrze mieszkał i przechowywał swoje zbiory kolekcjoner Feliks Jasieński.
Obecnie (rok 2021) w kamienicy znajduje się hotel.
8 sierpnia 1965 kamienica została wpisana do rejestru zabytków. Znajduje się także w gminnej ewidencji zabytków.